# Sandra Grosbergová
Sandra Grosbergová (* 18. listopadu 1995 Cēsis, Lotyšsko) je lotyšská reprezentantka v orientačním běhu. Mezi její největší úspěchy patří 8. místo ze štafet na mistrovství světa 2016 ve švédském Strömstadu; a bronzová medaile ze sprintu na dorosteneckém mistrovství Evropy 2009 v Jindřichově Hradci. V současnosti je již stálou oporou lotyšské reprezentace. V Lotyšsku běhá za klub Meridiāns, ale v mezinárodních soutěžích reprezentuje litevský klub IGTISA, který se dvakrát (2018, 2019) dostal do první desítky v nejpopulárnější světové soutěži ženských štafet Venla. Jejím největším úspěchem v elitní kategorii je 17. místo z mistrovství světa 2021, které se konalo v České republice.

## Sportovní kariéra
| Přehled úspěchů na Mistrovství světa | Přehled úspěchů na Mistrovství světa | Přehled úspěchů na Mistrovství světa | Přehled úspěchů na Mistrovství světa | Přehled úspěchů na Mistrovství světa | Přehled úspěchů na Mistrovství světa |
| Mistrovství světa                    | Sprint                               | Middle                               | Long                                 | Štafety                              | Mix štafety                          |
| ------------------------------------ | ------------------------------------ | ------------------------------------ | ------------------------------------ | ------------------------------------ | ------------------------------------ |
| Strömstad 2016                       | 39. místo                            | X                                    | X                                    | 8. místo                             | 16. místo                            |

| Přehled úspěchů na Mistrovství Evropy | Přehled úspěchů na Mistrovství Evropy | Přehled úspěchů na Mistrovství Evropy | Přehled úspěchů na Mistrovství Evropy | Přehled úspěchů na Mistrovství Evropy |
| Mistrovství Evropy                    | Sprint                                | Middle                                | Long                                  | Štafety                               |
| ------------------------------------- | ------------------------------------- | ------------------------------------- | ------------------------------------- | ------------------------------------- |
| Jeseník 2016                          | 36. místo                             | 43. místo                             | X                                     | 20. místo                             |

| Přehled úspěchů na Mistrovství světa juniorů | Přehled úspěchů na Mistrovství světa juniorů | Přehled úspěchů na Mistrovství světa juniorů | Přehled úspěchů na Mistrovství světa juniorů | Přehled úspěchů na Mistrovství světa juniorů |
| Mistrovství světa juniorů                    | Sprint                                       | Middle                                       | Long                                         | Štafety                                      |
| -------------------------------------------- | -------------------------------------------- | -------------------------------------------- | -------------------------------------------- | -------------------------------------------- |
| Rauland 2015                                 | 12. místo                                    | 20. místo                                    | 22. místo                                    | 15. místo                                    |
| Bulharsko 2014                               | 55. místo                                    | X                                            | 22. místo                                    | 10. místo                                    |
| Hradec Králové 2013                          | 60. místo                                    | 29. místo                                    | 68. místo                                    | 19. místo                                    |

| Přehled úspěchů na Mistrovství Evropy dorostu | Přehled úspěchů na Mistrovství Evropy dorostu | Přehled úspěchů na Mistrovství Evropy dorostu | Přehled úspěchů na Mistrovství Evropy dorostu | Přehled úspěchů na Mistrovství Evropy dorostu |
| Mistrovství Evropy dorostu                    | Sprint                                        | Long                                          | Štafety                                       |                                               |
| --------------------------------------------- | --------------------------------------------- | --------------------------------------------- | --------------------------------------------- | --------------------------------------------- |
| Caldas da Rainha 2013                         | 33. místo                                     | 19. místo                                     | 13. místo                                     |                                               |
| Jindřichův Hradec 2011                        | 3. místo                                      | 9. místo                                      | 9. místo                                      |                                               |